# Gizama bronsonalis
Gizama bronsonalis là một loài bướm đêm trong họ Erebidae.